# Mletačka opsada Zadra
Mletačka opsada Zadra bila je oružani sukob kojeg je vodila Mletačka Republika protiv Hrvatske i Ugarske, a zbio se u razdoblju od 12. kolovoza 1345. do 21. prosinca 1346. godine. Sukob je posljedica vjekovnih težnji stanovnika Zadra za autonomijom i upornih namjera Mlečana da grad podvrgnu svojoj izravnoj vlasti, što je trajalo više stoljeća unatrag i u kojem je razdoblju Zadar nekoliko puta na dulje ili kraće vrijeme potpadao pod mletačku upravu i nekoliko puta se od nje oslobodio. Mlečani su pokrenuli opsadu nakon što je početkom ljeta 1345. zadarsko poslanstvo krenulo u Bihać kako bi iskazalo svoju odanost kralju Ludoviku, što je procijenjeno kao izdaja i bilo povod za opsadu. Opsada je potrajala više od 16 mjeseci i sastojala se od niza zasebnih pomorsko-kopnenih okršaja i bitaka, a završila je mletačkim zauzimanjem Zadra.

## Povijesna pozadina
Kada je mladi Ludovik I. Anžuvinac 1342. godine stupio na hrvatsko-ugarsko prijestolje, odlučio je uspostaviti punu kontrolu nad cijelim južnim i jugoistočnim područjem svoga kraljevstva, uključujući Jadransku obalu i otoke, u kojem su razmjerno samostalno na svojim posjedima vladale hrvatske plemićke obitelji (Šubići, Frankopani, Kurjakovići, Nelipići i drugi) i kojim su djelomično upravljali Mlečani, a uključivao je jadransku obalu i otoke. Žitelji Zadra su, u skladu sa svojim nastojanjima da sami upravljaju gradom, pokušali odmah iskoristiti prigodu i 1344. iskazali vjernost hrvatsko-ugarskom vladaru, zatraživši od njega pomoć.  
U cilju provedbe svog cilja o preuzimanju vlasti u svoje ruke, kralj je u rujnu 1344. poslao svoju vojsku pod zapovjedništvom slavonskog bana Nikole Banića (mađ. Bánffy) na jug, ali ona nije došla do samog Zadra, kako su Zadrani priželjkivali, nego samo do Knina, gdje je nakon opsade toga grada pod upravom članova obitelji Nelipić došlo do utanačenja primirja i kompromisnog rješenja, pa su se kraljeve trupe vratile na sjever. Budući da se dogovor nije realizirao, Ludovik I. je u lipnju 1345. ponovno pod Knin poslao bana Banića, kojem se pridružio i bosanski ban Stjepan II. Kotromanić, a sam je s velikom vojskom (oko 30.000 ljudi) došao u kraljevski grad Bihać. Namjera mu je bila da prisili Nelipiće da mu predaju Knin, što se i dogodilo u srpnju 1345. 
Čuvši da je kralj u Bihaću, vodstvo Zadra odlučilo je tamo potajno poslati svoje tročlano poslanstvo, koje se sastojalo od plemićâ Martina Butovana, Miha Sopića i Nikole Galetića, kako bi se kralju poklonili kao svom vladaru i diskretno ga zamolili za pomoć u njihovoj namjeri da se othrvaju pritiscima Mlečana i njihovoj namjeri preuzeti vlast u Zadru. Dok su poslanici bili na putu prema Bihaću, kralj je u međuvremenu, riješivši pitanje preuzimanja Knina i izdavši u Bihaću povelje tamošnjim plemićima, krajem srpnja sa svojom vojskom napustio grad i otišao natrag u Ugarsku, a Zadrane nije ni primio.
O povratku trojice zadarskih poslanika neobavljena posla saznali su i Mlečani te odlučili skršiti težnje Zadra za autonomijom. Odmah početkom kolovoza 1345. pripremili su velike vojne snage, i to pomorske i kopnene, te ih poslali prema Zadru.

## Opsada
12. kolovoza 1345. mletačke su galije pred Zadrom blokirale ulaz u grad, a sljedećeg dana su njihove trupe počele s napadom na gradske zidine, luku i obrambene utvrde oko grada. Pomorskim snagama je zapovijedao Pietro de Canale, a kopnenima, koje su stigle iz pravca Nina, Marco Giustiniani. Na čelu branitelja bio je zadarski knez (principe) Marko Corner, a među zapovjednicima pojedinih postrojbi ili sektora obrane poznati su Zoilo Uršulin i Ivan Škrbec. Braniteljima je snažnu podršku davao zadarski nadbiskup Nikola Matafar.
Opsada je imala tri faze, pri čemu je prva, u okviru koje su se odvijale brojne krvave bitke na moru i na kopnu, trajala do kraja siječnja 1346., kada su Mlečani uspjeli slomiti debeli željezni lanac, koji je sprječavao neželjenim brodovima ulaz u luku. To im je omogućilo da se sasvim približe gradskim zidinama i zadarskim brodovima u luci, kako bi ih napali. Premda je upravo u to vrijeme na dužnost stupio novi mletački glavni zapovjednik Pietro Civrano, mletačke snage kroz cijelu zimu i proljeće te godine, usprkos žestokim bojevima, nisu uspjele slomiti žilav otpor Zadrana.
Druga faza opsade obilježena je aktivnijim ulaskom kralja Ludovika I. Anžuvinca u događanja oko Zadra, i to najprije pismima potpore braniteljima grada (3. i 26. ožujka), s obećanjem da će njegova vojska stići uskoro, a zatim i kraljevim osobnim dolaskom. Kralj je stigao tijekom mjeseca lipnja na čelu brojne vojske, koja je trebala osloboditi Zadar od opsade. Jedan od kroničara tog vremena navodi da je Ludovik raspolagao s 100.000 konjanika (što je zacijelo prevelika brojka koja je malo vjerojatna, ali realnija je da je imao oko 30.000 ljudi), koji su su se utaborili kod Zemunika. Mlečani su imali oko 20.000 – 25.000 ljudi, dijelom ulogorenih (već od ranije) oko uvale Dražanica, sjeverno od grada, te razmještenih u utvrdama i kulama, koje su se nalazile na kopnenom dijelu prilaza Zadru.
Glavna bitka počela je ujutro 1. srpnja 1346. napadom hrvatsko-ugarske vojske na veliku drveno-kamenu opsadnu utvrdu, takozvanu bastidu, u kojoj su se nalazile glavne mletačke snage, a izgradili su ju Mlečani s istočne strane zadarskih zidina, kako bi mogli kontrolirali ulaz i izlaz iz grada. Borbe su trajale do sljedećeg dana, a završile neuspjehom po Zadrane i kraljeve snage, koje su se povukle. Uzroci tome bili su nepristupačnost terena i stiješnjenost Ludovikovih vojnika između bastide i mora, s kojeg su ih napadale mletačke galije, zatim manjak opsadnih strojeva, odnosno sprava, i nedostatak brodovlja, te nedovoljna organiziranost i moguća potkupljenost nekih kraljevih vojskovođa od strane mletačkih doušnika i uhoda (spominjani su Stjepan I. Lacković i Stjepan II. Kotromanić). Nakon poraza, Ludovik je naredio da se raspreme šatori u vojnom logoru, te je ubrzo sa svojom vojskom krenuo na sjever, ostavivši Zadrane da se bore sami. 
Tijekom ljeta i jeseni 1346. odvijala se treća faza opsade, u kojoj su vođeni daljnji teški okršaji između Mlečana i Zadrana, s vremenom koje je radilo protiv potonjih. Zalihe hrane u Zadru bile su sve manje i zaprijetila je glad, jer je grad bio blokiran, pa je opskrba namirnicama, streljivom i drugim potrepštinama bila nemoguća. Ostavši pri kraju snaga, Zadrani su bili prisiljeni odlučiti se na kapitulaciju, koja je uglavljena 15. prosinca, te na predaju grada u mletačke ruke, što se dogodilo 21. prosinca 1346. ulaskom opsadnih trupa u Zadar.

## Zadar nakon opsade
Grad Zadar ostao je pod mletačkom upravom sljedećih desetak godina. Kralj Ludovik I. Anžuvinac poduzeo je od 1356. godine veliki ratni pohod protiv Mletačke Republike kako bi oslobodio priobalni teritorij svojeg kraljevstva, u čemu je i uspio. U sklopu tog pohoda, hrvatsko-ugarske postrojbe ušle su u Zadar, a na kraju neprijateljstava u njemu je 18. veljače 1358. potpisan i mirovni ugovor poznat pod nazivom Zadarski mir. Prema njemu se Mletačka Republika odrekla Dalmacije i Hrvatskog primorja, odnosno okupiranog teritorija od  Kvarnerskog zaljeva na sjeverozapadu do grada Drača (u današnjoj Albaniji) na jugoistoku.
Sljedećih pedesetak godina Zadar je imao svoju samoupravu unutar Hrvatsko-Ugarskog Kraljevstva, sve dok godine 1409. kralj Ladislav Napuljski, vidjevši da će izgubiti borbu za prijestolje sa Žigmundom Luksemburškim, nije Mlečanima prodao svoja prava na cijelo jadransko priobalno područje (osim Dubrovnika) za iznos od 100.000 dukata. Od tada je Zadar postao administrativno sjedište mletačke vlasti u Dalmaciji.

## Vanjske poveznice
- Detaljan opis opsade Zadra iz pera anonimnog suvremenika
- Opsidio Iadrensis – srednjovjekovno djelo o opsadi Zadra
- Napad vojske kralja Ludovika Anžuvinca na mletačku opsadnu utvrdu
- Diplomatske aktivnosti Zadrana u vrijeme opsade Zadra 1345./1346. godine
- Opis opsade Zadra u Oxfordskoj enciklopediji srednjovjekovnog ratovanja i vojne tehnologije (engleski)